# Коршівський заказник
Ко́ршівський зака́зник — ентомологічний заказник місцевого значення в Україні. Об'єкт природно-заповідного фонду Рівненської області. 
Розташований у межах Здолбунівського району Рівненської області, неподалік від села Коршів. 
Площа 32 га. Статус надано згідно з рішенням облвиконкому від 22.11.1983 № 343 (зміни згідно з рішенням облвиконкому від 18.06.1991 року № 98). Перебуває у віданні ДП СЛАП «Здолбунівський держспецлісгосп» (кв. 14, вид. 2-8). 
Статус надано з метою збереження місць оселення комах — диких бджіл, джмелів. 